# Siargao
Siargao é uma ilha no mar de Filipinas, situada 800 km a sudeste de Manila, adjacente à ilha de Mindanao, na província de Surigao del Norte. Inclui os municípios de Santa Monica de Sapao, Burgos de Surigao, San Benito de Surigao, San Isidro de Surigao, Pilar de Surigao, Del Carmen, e parte dos de Dapa de Surigao e  General Luna. Tem cerca de 200 000 habitantes.

## Geografia
Tem área de 416,1 km². Na costa oriental pode-se encontrar uma profunda enseada, Puerto Pilar.
As ilhas adjacentes são:
- No município de General Luna, a leste: Anajauán, Daco, Mam-on, Antokon, La Januza e o ilhéu de Guyam.
- No município de San Benito: San Juan, Cancangón, Dahikan  e Litalit, a oeste  .
- No município de Del Carmen:  Kangbangio e Tona, a oeste.
- Partilhada entre Del Carmen e San Benito: Poneas.

## Economia
Em Del Carmen situa-se o maior manguezal de Mindanao. Abundam as algas no litoral, sendo objeto de exploração comercial.

## Clima
Há ventos e correntes procedentes do oceano Pacífico, que intensificam à passagem para oeste ao atravessar o estreito de Surigao ligando os mares de Mindanao e de Bohol.

## História
Foi descoberta pelo navegador espanhol Bernardo de la Torre em 1543.